# Menawa

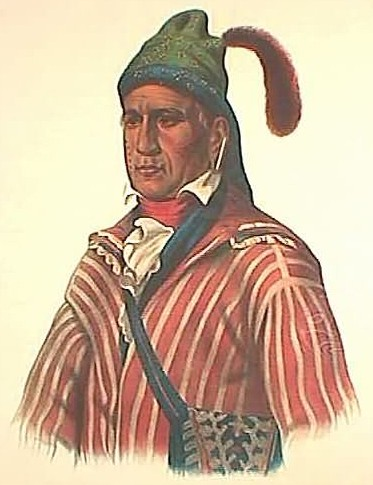
Menawa, líder de los creek.

Menawa, inicialmente llamado Hothlepoya, nació en 1765 en Oakfuskee,  cerca del río Tallapoosa (el lugar esta ahora cubierto por el lago Martin). Menawa, también era conocido como Gran Guerrero, fue un líder militar creek, mestízo de escocés y amerindio. 
Durante la Guerra Creek fue uno de los líderes de los Red Sticks, y en la Guerra de 1812, contra los Estados Unidos, dio soporte a los británicos y Tecumseh, se enfrontó a Andrew Jackson en la batalla de Horseshoe Bend (1812). Fue herido siete veces en la batalla, pero aconseguió escapar. 
Después de la guerra, se opuso a la cesión de tierras a los norteamericanos, razón por la cual fue uno de los artífices del asesinato de William McIntosh, quien había firmado el Tratado de Indian Springs. También fue miembro del Consejo Nacional Creek que el 1826 viajó a Washington para oponerse a la cesión de tierras al Estado de Georgia. 
Murió durante en el traslado general de los Creek a Oklahoma.